# 暗首平头鱼
暗首平头鱼（学名：Alepocephalus umbriceps）为黑头鱼科黑头鱼属的鱼类。分布于西太平洋的日本海、日本北海道以南、东海冲绳海槽以及东海深海等。该物种的模式产地在日本青森。為深海魚類，棲息深度500-2000公尺，體長可達63公分，棲息在底層水域，生活習性不明。